# Park Jin-seop
Park Jin-seop oder auch Park Jin-seob (koreanisch 박진섭; * 23. Oktober 1995 in Jeonju) ist ein südkoreanischer Fußballspieler.

## Karriere

### Verein
Nach seiner Zeit in der Jeonju Technical High School besuchte er die Digital Seoul Culture Arts University, wo er auch Teil der dortigen Universitätsmannschaft war. Ab der Spielzeit 2017 war sein erster Klub dann schließlich Daejeon KoRail, mit diesen spielte er in der drittklassigen National League. Zur Saison 2018 wechselte er anschließend zu den Ansan Greeners, wo er nun eine Liga höher in der K League 2 spielte. Nach nun zwei Jahren hier wechselte er 2020 nochmal zu Daejeon Hana Citizen, wo er ab der Saison 2021 sogar zumeist als Kapitän die Mannschaft anführte. In beiden Spielzeiten erreichte er mit seinem Team die Playoffs um den Aufstieg, scheiterte in beiden Fällen jedoch.
Zu seinem Debüt in der K League 1 kam er dann schließlich zur Spielzeit 2022 mit seinem Wechsel zu Jeonbuk Hyundai, wo er bereits am ersten Spieltag schon Spielzeit bekam. Auch hier trug er schon bei ein paar Ligaspielen die Kapitänsbinde.

### Nationalmannschaft
Er gehörte beim Fußballturnier der Asienspiele 2022 mit zum Mannschaftskader und stand dort auch mit seinem Team im Finale, in welchem man durch einen 2:1-Sieg über Japan die Gold-Medaille gewann.
Erstmals für die A-Nationalmannschaft kam er am 21. November 2023 in der Qualifikation für die Weltmeisterschaft 2026 bei einem 3:0-Sieg über die Volksrepublik China zum Einsatz. Hier wurde er in der 91. Minute für Park Yong-woo eingewechselt. Auch bei der Asienmeisterschaft 2024 gehörte er mit zum Kader und hatte hier beim 3:1-Auftaktsieg über Bahrain sein Turnier-Debüt.